# Ianthella flabelliformis
Ianthella flabelliformis är en svampdjursart som först beskrevs av Peter Simon Pallas 1766.  Ianthella flabelliformis ingår i släktet Ianthella och familjen Ianthellidae. Inga underarter finns listade i Catalogue of Life.